# Chester & Lester
Chester & Lester es un álbum de estudio por Chet Atkins y Les Paul y publicado por RCA
en 1976.
El álbum fue producido por Chet Atkins y registrado en los estudios RCA en Nashville, Estados Unidos,
por Bill Vandevort, Mike Schockley y Ray Butts, entre el 6 y 7 de mayo de 1975. Además, incluye versiones de estándares
del Blues y Folk.
"Chester & Lester" obtuvo un premio Grammy por "Mejor Actuación Instrumental de Música Country". A su vez, llegó
al puesto 172 de la lista de Billboard y al puesto 11 de la lista de álbumes Country en Estados Unidos en
1976, y al puesto 27 del chart de álbumes Country en Estados Unidos en 1978.

## Canciones
1. "It´s Been A Long, Long Time" (Sammy Cahn/Jule Styne) - 3:32
2. "Medley": - 4:43
- "Moonglow" (Hudson/De Lange/Mills)
- "Picnic (Theme from Picnic)" (George W. Duning)

3. "Caravan" (Duke Ellington/Tizol/Mills) - 3:17
4. "It Had To Be You" (Isham Jones/Gus Kahn)- 3:33
5. "Out of Nowhere" (John W. Green/Edward Heyman) - 3:13
6. "Avalon" (Ross/Jolson/DeSylva) - 6:31
7. "Birth of The Blues" (Henderson/Brown/DeSylva) - 3:05
8. "Someday Sweetheart" (Benjamin Spikes/John Spikes) - 3:21
9. "Deed I Do" (Fred Rose/Walter Hirsch) - 2:30
10. "Lover Come Back to Me" (Sigmund Romberg/Oscar Hammerstein II) - 2:41

## Personal
- Chet Atkins: Guitarra, coros y producción.

- Les Paul: Guitarra eléctrica y voz.

- Randy Goodrum: Piano.

- Henry Strzelecki: Bajo.

- Larry Londin: Batería.

- Paul Yandell: Guitarra rítmica